# Maqbara

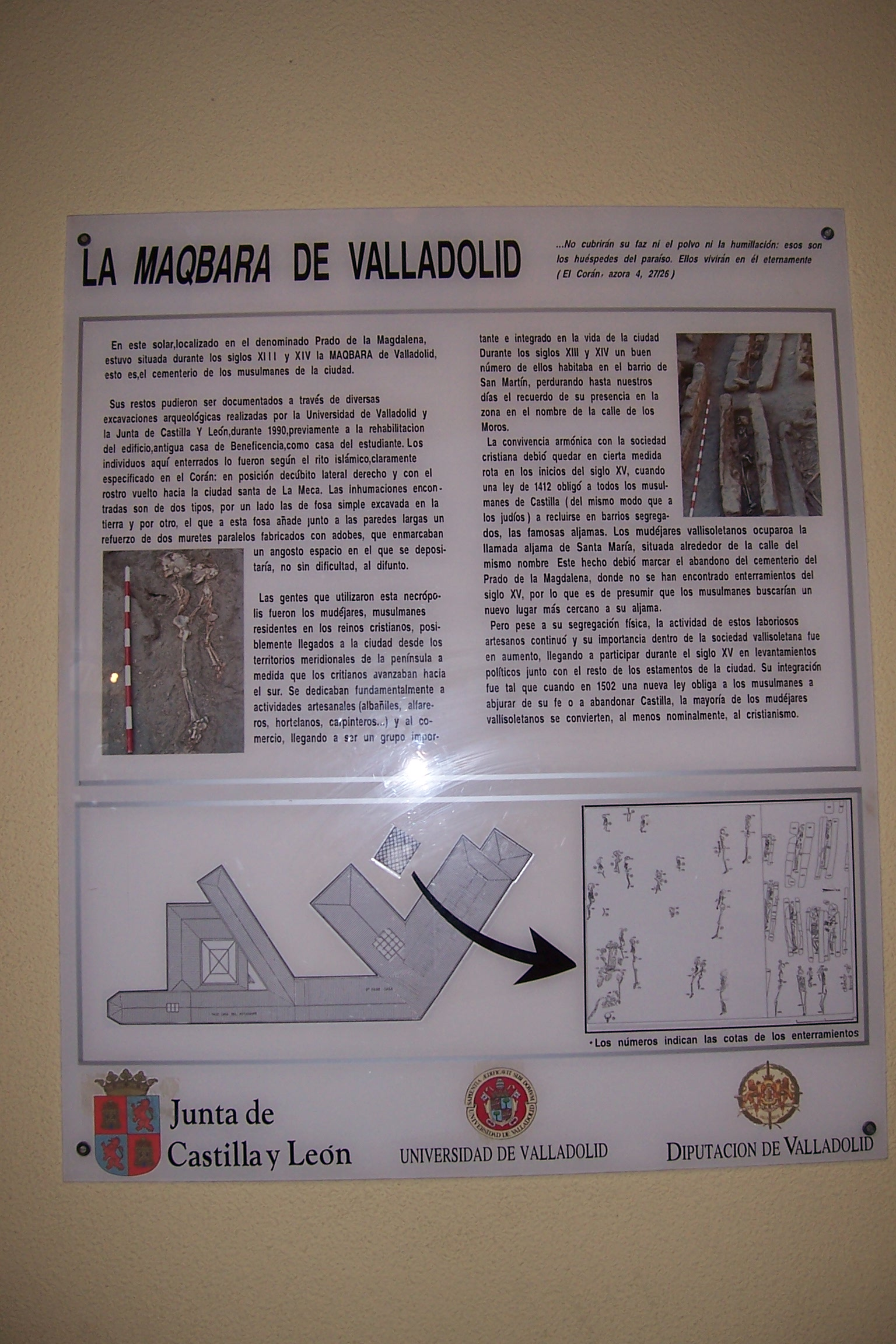
Panel informativo sobre la maqbara de la Casa de Beneficencia localizada en Valladolid.

La maqbara o makbara (en plural maqâbir o makabir) es la denominación que reciben los cementerios y necrópolis musulmanas. Se trata de una palabra árabe compuesta de la raíz qbr, que significa enterrar, y precedida del prefijo m, que en la lengua árabe permite construir sustantivos que indican el lugar, por lo que su significado es lugar de enterramiento.  En Asia se usa para designar también tumbas y mausoleos monumentales, como por ejemplo la Bibi Ka Maqbara.
En la península ibérica musulmana, estaban situadas extramuros de la muralla, a las afueras de la población y próximas a los caminos de acceso a alguna de las puertas de la ciudad, reservándose el privilegio de ser enterrados dentro de la ciudad únicamente los califas, los miembros de la familia real y altos mandatarios, que lo hacían en pequeños cementerios conocidos como rawdas. Se extendían en lugares abiertos, sin muros protectores ni delimitadores y sin seguir una planta homogénea. Todas las maqbaras contaban con el cadí (qâdî) y el almotacén (al-muhtasib), personas encargadas de la vigilancia y mantenimiento de las mismas.
De aquella época, la más importante en Castilla y León fue la «maqbara de San Nicolás», en Ávila, descubierta en 1999 con 3171 esqueletos sepultados y que fue destruida con edificaciones en 2002. Se conserva la denominada «maqbara de Santa Clara», localizada en Cuéllar (Segovia) durante 1989 y 1994-1995, en la que se descubrieron 118 tumbas (denominadas qbar o qubur), aun queda sin excavar una cuarta parte. En Valladolid se encuentra la «maqbara de la Casa de Beneficencia», en la que aparecieron 58 enterramientos.